# Mathéo Leray
Mathéo Leray (Saint-Laurent-de-la-Plaine, 25 marzo 2003) è un cestista francese.

## Carriera

### Nazionale
Nel 2023 ha vinto, con la Francia under 20, la medaglia d'oro agli Europei di categoria.